# Éra velkého sjednocení
Ve fyzikální kosmologii, za předpokladu, že je příroda popsána teorií velkého sjednocení, byla éra velkého sjednocení obdobím ve vývoji raného vesmíru po Planckově éře. Začala asi 10−43 sekundy po Velkém třesku, kdy byla teplota ve vesmíru srovnatelná s charakteristickými teplotami teorie velkého sjednocení. Pokud je energie velkého sjednocení 1015 GeV, odpovídá to teplotám vyšším než 1027 K. Během tohoto období byly tři ze čtyř základních interakcí, elektromagnetismus, silná interakce a slabá interakce, sjednoceny do jediné síly. Gravitace se oddělila od této jednotné interakce na konci Planckovy éry. Během éry velkého sjednocení byly fyzikální vlastnosti, jako hmotnost, náboj, vůně a barevný náboj nesmyslné.
Éra velkého sjednocení skončila přibližně 10−36 sekund po Velkém třesku. V tomto okamžiku došlo k několika klíčovým událostem. Silná interakce se oddělila od ostatních základních interakcí. Teplota vesmíru klesla pod prahovou hodnotu, při které může docházet ke vzniku X a Y bosonů, zbývající X a Y bosony se rychle rozpadaly. Je možné, že některé části tohoto procesu rozpadu porušovaly zachování baryonového čísla a daly vzniknout malému přebytku hmoty nad antihmotou. Předpokládá se rovněž, že tento fázový přechod spustil proces kosmické inflace, která ovládala vývoj vesmíru během následující inflační éry.